# Kaunitz-Wohnheim

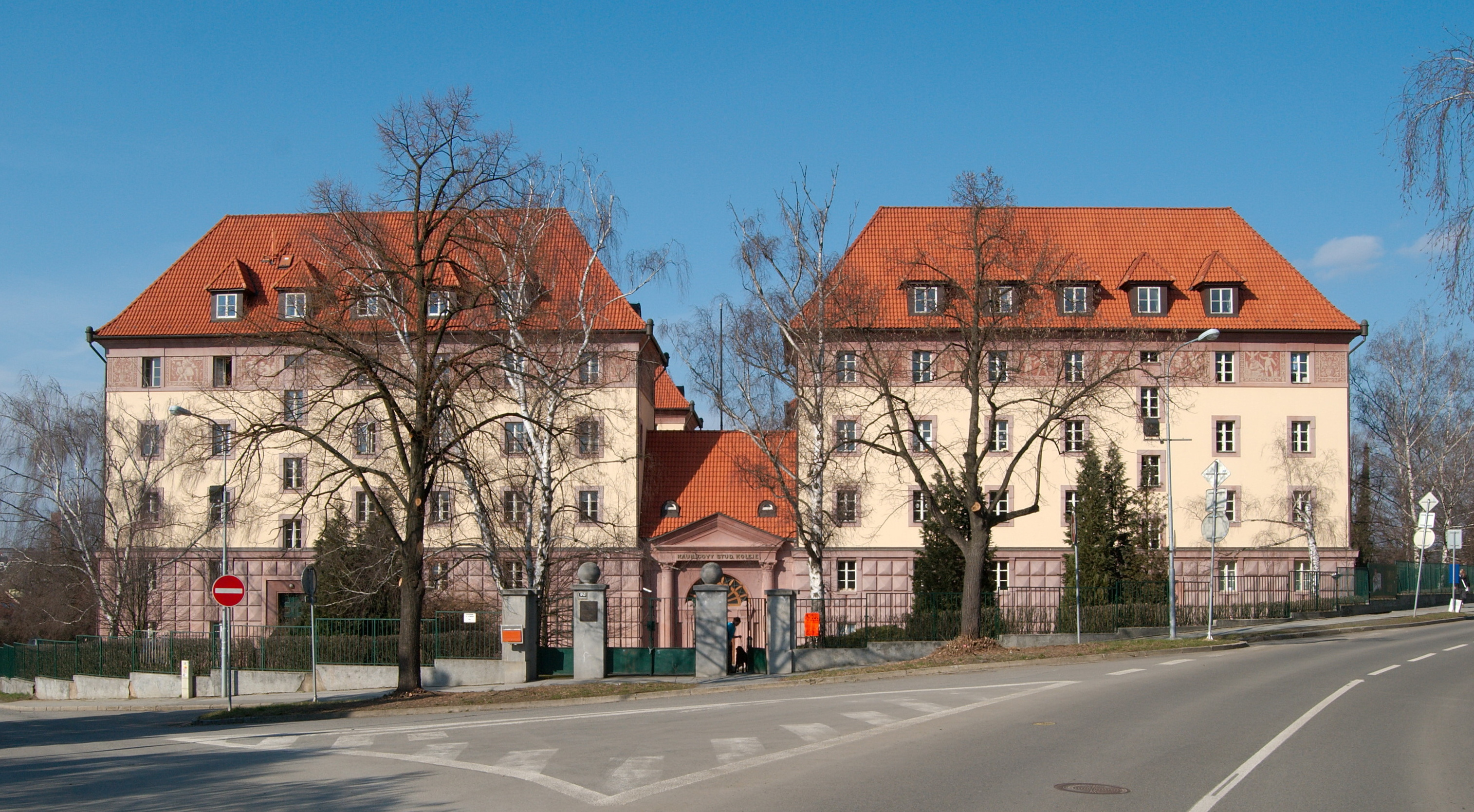
Kaunitz-Wohnheim

Das Kaunitz-Wohnheim (tschechisch: Kounicovy koleje) in Brno (Brünn), Tschechien, ist ein Studentenwohnheim der Veterinärmedizinischen und Pharmazeutischen Universität Brno. Während der deutschen Besetzung des Landes (verschleiernder NS-Begriff: Protektorat Böhmen und Mähren, 1939–1945) hat hier die deutsche Gestapo ein Internierungs- und Straflager unterhalten (Gestapogefängnis).
Das Studentenwohnheim steht im Brünner Stadtbezirk Žabovřesky und besteht aus zwei Wohnblöcken. Es gehörte zunächst zur Masaryk-Universität Brünn, heute hat die Veterinärmedizinische und Pharmazeutische Universität Brünn das Gebäude.

## Geschichte

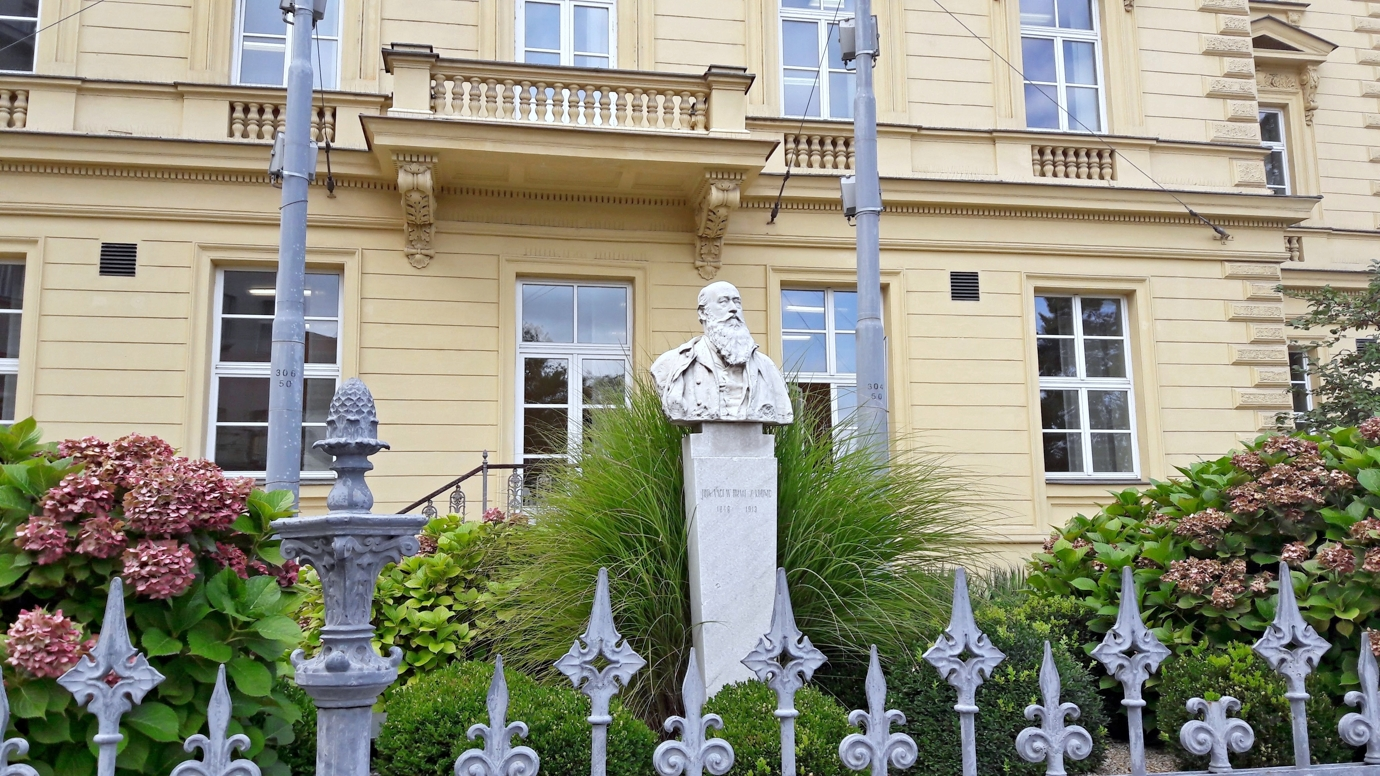
Büste vor dem Kounic-Palast in Brünn

Graf Wenzel Robert von Kaunitz spendete 1908 seinen in der Stadtmitte gelegenen Stadtpalast (heute Sitz der Universitätsverwaltung) der damaligen Technischen Hochschule in Brünn, um ein Studentenwohnheim einzurichten. Doch erwies er sich dafür als ungeeignet, sodass dort nur Mietwohnungen eingerichtet wurden, deren Erträge in eine besondere Stiftung einflossen. Stattdessen sollte ein geeigneter Neubau entstehen. Das Gebäude wurde in den Jahren 1922–1923 nach den Plänen des Architekten Karel Hugo Kepka gebaut. Er wurde ihm zu Ehren Kounic Studentenwohnheim genannt.
Als die Nationalsozialisten im November 1939 in der Sonderaktion Prag alle tschechische Hochschulen im besetzten Landesteil schlossen, wurden 173 der im Kounic Studentenwohnheim untergebrachten Studenten festgenommen und in das KZ Sachsenhausen verschleppt. Alle anderen Studenten mussten wegziehen. Seit Januar 1940 diente das Gebäude als Gefängnis der Brünner Gestapo-Stelle. Bis zum April 1945 durchliefen Zehntausende von Gefangenen das „Kounic-Wohnheim“, insbesondere aus dem politischen Widerstand, bevor sie in andere deutsche Konzentrationslager nach Österreich oder Deutschland abtransportiert wurden.
Mindestens 800 Personen wurden auf dem Innenhof durch Erhängen oder Erschießen ermordet. Die letzte Pseudo-Hinrichtung fand am 18. April 1945 statt. Am 26. April wurde Brünn durch die Rote Armee befreit.
Nach Kriegsende, von April bis Juni 1945, wurden hier Deutsche von Tschechen inhaftiert und gefoltert. Nach einigen deutschen Zeugen sind dabei mindestens 2000 Menschen ums Leben gekommen. Nach dem tschechischen Historiker Tomáš Staněk lag die Zahl der Nachkriegs-Todesopfer bei mindestens 300 Menschen.

## Denkmal
Im Jahre 1976 wurde ein Denkmal „Der Sieg über den Faschismus“ auf dem Innenhof enthüllt und seit 1978 wurden das Gebäude und das Denkmal zum Nationalen Kulturdenkmal erklärt.